# Stazione di Vignola
Stazione di Vignola vasútállomás Olaszországban, Vignola településen.

## Vasútvonalak
Az állomást az alábbi vasútvonalak érintik:
- Casalecchio–Vignola-vasútvonal

## Kapcsolódó állomások
A vasútállomáshoz az alábbi állomások vannak a legközelebb:
- Stazione di Savignano Comune (Stazione di Casalecchio Garibaldi, Casalecchio–Vignola-vasútvonal)